# Acre (unité)
Pour les articles homonymes, voir Acre.
L'acre (nom féminin : une acre) est une unité de mesure de superficie utilisée en Grande-Bretagne, en Irlande et anciennement dans le nord-ouest de la France, plus particulièrement en Normandie. Sa valeur a varié suivant l'époque et les régions. Elle a été également en usage dans l'ancien Empire britannique, et l'est toujours aux États-Unis comme au Canada. En tant qu'unité du système impérial, elle vaut environ 40,47 ares, soit 4 047 m2.
En Grande-Bretagne, elle correspondait probablement à l'origine à la surface d’un champ (æcer) que pouvait labourer un attelage de deux bœufs en une journée (cf. journal).

## Étymologie
Le mot français acre est issu du normand,. Le normand acre est attesté pour la première fois dans un texte de Fécamp en 1006 au sens de « mesure agraire », mais aussi dans son sens primitif de « champ » dans quelques toponymes : 
- Herboutacre, lieu-dit à Grainville-Ymauville, Seine-Maritime, De campo Herboutacre en 1209 ;
- Fouquelacre, Seine-maritime, Dieppe, Fulconis Acra en 1244 ;
- Tot-Acre (Le) à Valliquerville au Tot-Acre (en 1406) et Saint-Riquier-ès-Plains[5] cf. Toftager, Danemark; Toftaker, Norvège.

Acre remonte à l'ancien scandinave akr « champ cultivé, terrain à labourer » qui se perpétue dans l'islandais et le féroïen akur « champ (de blé) », norvégien et suédois åker, danois ager « champ »,. Il est aussi apparenté par le proto-germanique à l'allemand Acker « champ » et le vieil anglais æcer « champ, mesure agraire »,. Ces termes germaniques ont la même origine indo-européenne que le sanskrit ajr, le grec αγρός (agros) et le latin ager « champ » (d'où agri-culture).
Le sens de « mesure agraire » est lié à une influence sémantique de l'anglais æcer sur le scandinave akr en Normandie. En revanche sur le plan phonétique le vieil anglais ne convient pas, car il aurait donné *êcre / *aicre.
L'anglais acre est issu du vieil anglais æcer « champ, mesure agraire (unit of square measure of land) », dont la graphie a été modernisée en anglo-normand.

## Répartition géographique

### Normandie et communes voisines
Dans le pays de Caux, on distingue : la grande acre (68 ares, 66 centiares), soit 6.866 m2 et la petite acre (56 ares 75 ca), soit 5.675 m2.

« Or, comme le père Rouault allait être forcé de vendre vingt-deux acres de son bien, qu’il devait beaucoup au maçon, beaucoup au bourrelier,... »

— Gustave Flaubert, Madame Bovary, édition Folio, Gallimard, 1972, p. 48.

### Royaume-Uni
Au Royaume-Uni, dans le système impérial, l'acre vaut environ 40,47 ares (4 047 m2). Elle est définie comme l'aire d'une largeur d'une chaîne de 66 pieds (soit 20,116 8 mètres selon les valeurs de compromis de 1959) par une longueur d'un furlong de 660 pieds (soit 201,168 mètres) et correspond à un rectangle d'aire 66 × 660 = 43 560 pieds anglais carrés ou 40,468 564 224 ares (4 046,856 422 m2), c'est-à-dire approximativement 4/10 d'hectare. Il faut donc 2,5 acres pour obtenir l'équivalent d'un hectare.
| Aire  | Exprimée en | Exprimée en | Exprimée en | Exprimée en | Exprimée en |
| Aire  | m2          | a           | ac          | ha          | km2         |
| ----- | ----------- | ----------- | ----------- | ----------- | ----------- |
| 1 m2  | 1           | 0,01        | 0,000 247 1 | 0,000 1     | 0,000 001   |
| 1 a   | 100         | 1           | 0,024 71    | 0,01        | 0,000 1     |
| 1 ac  | 4 047       | 40,47       | 1           | 0,404 7     | 0,004 047   |
| 1 ha  | 10 000      | 100         | 2,471       | 1           | 0,01        |
| 1 km2 | 1 000 000   | 10 000      | 247,1       | 100         | 1           |

| Aire       | Exprimée en   | Exprimée en | Exprimée en | Exprimée en   | Exprimée en     | Exprimée en         |
| Aire       | sq in         | sq ft       | sq yd       | sq chain      | ac              | sq mi               |
| ---------- | ------------- | ----------- | ----------- | ------------- | --------------- | ------------------- |
| 1 sq in    | 1             | 0,006 944   | 0,000 771 6 | 0,000 001 594 | 0,000 000 159 4 | 0,000 000 000 249 1 |
| 1 sq ft    | 144           | 1           | 0,111 1     | 0,000 229 6   | 0,000 022 96    | 0,000 000 035 87    |
| 1 sq yd    | 1 296         | 9           | 1           | 0,002 066     | 0,000 206 6     | 0,000 000 322 8     |
| 1 sq chain | 627 264       | 4 356       | 484         | 1             | 0,1             | 0,000 156 25        |
| 1 ac       | 6 272 640     | 43 560      | 4 840       | 10            | 1               | 0,001 562 5         |
| 1 sq mi    | 4 014 489 600 | 27 878 400  | 3 097 600   | 6 400         | 640             | 1                   |

### Amérique du Nord
Au Canada, l'acre est encore en usage dans la langue familière, bien que le système métrique soit utilisé officiellement.
Les anglophones nomment parfois l'arpent french acre (acre française).